# Scott Wills
Scott Wills (nacido en 1971) es un actor neozelandés que ha protagonizado varias películas y también ha aparecido en televisión y teatro. Ganó dos veces el premio al mejor actor en los premios de cine y televisión de Nueva Zelanda.

## Vida y carrera
Wills estudió en laUniversidad Massey en Palmerston North y completó una Licenciatura en Inglés y Estudios de Medios en 1992. Luego asistió al Toi Whakaari durante dos años y se graduó con un Diploma en Actuación en 1994. Tuvo sus inicios en la televisión en 1992 con una aparición en la telenovela Shortland Street, interpretando a Philip Cotton, quien tenía una obsesión con Alison Raynor. En 1997, recibió el premio Chapman Tripp al Mejor Actor Revelación por su papel en Mojo.
En 2000, recibió el Premio del Cine de Nueva Zelanda al mejor actor de reparto por su papel en la comedia romántica Hopeless. En 2001 protagonizó su primera gran película, Stickmen, una comedia que logró un éxito comercial en Nueva Zelanda y por la que ganó el Premio del Cine Neozelandés al mejor actor. Regresó a la televisión en diferentes series de televisión y, en 2006, coprotagonizó Perfect Creature. En 2008, ganó su segundo Premio del Cine de Nueva Zelanda al mejor actor por su papel en Apron Strings, un drama familiar. En 2009, interpretó al jefe de seguridad de una misteriosa secta en la serie de televisión The Cult. En 2013 puso en escena su primera obra, Bus Stop.

## Filmografía

### Películas
- 1997 - The Ugly as Simon's victim
- 2000 - Hopeless as Phil
- 2001 - Stickmen as Wayne
- 2005 - Boogeyman as Co-worker
- 2006 - Perfect Creature as Det. Jones
- 2008 - Apron Strings as Barry

### Televisión
- 1992 - Shortland Street - Philip Cotton
- 1999 - Duggan -  Kendrick
- 2002 - Street Legal - Johnny Watts
- 2004 - Power Rangers Dino Thunder - Termitetron (voz)
- 2005 - Interrogation - Detective Terry Skinner
- 2006 - Doves of War (miniserie) - Brad McKecknie
- 2008 - Burying Brian - Warren
- 2008 - Legend of the Seeker - Briggs
- 2009 - The Cult - Saul
- 2010 - Stolen (TV movie) - Detective Inspector Stuart Wildon
- 2011 - Underbelly NZ: Land Of The Long Green Cloud - Detective Clive Pilborough
- 2012 - Safe House (TV movie) - D.C Lewis
- 2013 - Power Rangers Megaforce - Distractor/Rico el Robot (voces)
- 2015 - Power Rangers Dino Charge - Gold Digger (voz)
- 2016 - Power Rangers Dino Super Charge - Spell Digger/Gold Digger (voces)
- 2018 - Power Rangers Super Ninja Steel - Putrid (voz)